# كانيت (تشيلي)
كانيت، (تشيلي) (بالإسبانية: Cañete, Chile) هي بلدية تقع في تشيلي في مقاطعة أراوكو في إقليم بيو بيو.[بحاجة لمصدر] يقدر عدد سكانها بـ 31,805 نسمة ومساحتها 760.4 كم2 وترتفع عن سطح البحر 80 متر.

## أعلام
- فرانسيسكو سالازار
- تيودورو فيرنانديز
- خوان أنطونيو ريوس
- إدغار ميلو